# Baboon
S/Y Baboon är en tremastad bramsegelskonare med hemmahamn Monte Carlo i Monaco. Hon är 50,0 m lång och har med bogsprötet en totallängd om 60,0 m. Fartyget har ett deplacement om cirka 800 ton.
Baboon är det största segelfartyg som byggts i Sverige för privat bruk[källa behövs] och en av landets få superyachter. 
Baboon kölsträcktes 1989 på Marstrands Mekaniska Verkstad i Marstrand och riggades i Skagen i Danmark. Fartyget var det sista nybygget på Marstrands Mekaniska Verkstad. Inredningen utfördes på ett varv i Genua i Italien och färdigställdes 1990. Hennes skrov är byggt i 14 mm stål. Ur skrovet har skåror frästs, vilket liknar bordläggning. Därav misstas hon ofta för ett äldre träfartyg.
Förebilden till Baboon är skonaren Lady Ellen, byggd 1982 på Kockums skepps- och ubåtsvarv. Också Lady Ellen byggdes ursprungligen för privat bruk, men seglar idag i kommersiell passagerarfart. Båda fartygen är riggade som bramsegelskonare, en riggtyp som var vanligt förekommande runt sekelskiftet hos de kända skutvarven kring Svendborg i Danmark.
Baboon konstruerades av Lars och Lars-Erik Johansson, far och son i redarfamiljen Johansson från Skärhamn på Tjörn. Under varumärket Tradewind Yacht Design har de ritat ett tiotal fartyg, framför allt segelfartyg med klassiska linjer.